# Malaxideae
Malaxideae es una tribu de la subfamilia Epidendroideae perteneciente a la familia Orchidaceae. Tiene las siguientes  géneros:

## Géneros
- Alatiliparis Marg. & Szlach. (2001) - 5 especies
- Crepidium Blume (1825) - 253 especies
- Crossoglossa Dressler & Dodson (1993) - 21  especies
- Dienia Lindl. (1824) - 6 especies
- Hammarbya Kuntze (1891) - 1 especie
- Hippeophyllum Schltr. (1905) - 13  especies
- Liparis  Rich. (1817) - 418  especies
- Malaxis  Sol. ex Sw. (1788) - 395  especies
- Oberonia Lindl. (1830) - 308 especies
- Oberonioides Szlach. (1995) - 2 especies
- Orestias Ridl. (1887) - 3  especies
- Risleya King & Pantl. (1898) - 1  especie
- Stichorkis Thouars (1822) - 72 especies